# Квасны, Пётр
Пётр Квасны (пол. Piotr Kwaśny; род. 23 июля 1979, Краков) — польский скрипач. Сын скрипача и дирижёра Веслава Квасны.
Детские и юношеские международные выступления Квасны увенчались в 1995 г. победой на Втором международном юношеском конкурсе имени Чайковского. Далее Квасны учился в Кёртисовском институте в США (класс Юми Скотт и Иды Кавафян).